# Guelena Topilina
Guelena Topilina –en ruso, Гелена Топилина– (Moscú, 11 de enero de 1994) es una deportista rusa que compitió en natación sincronizada.
Participó en los Juegos Olímpicos de Río de Janeiro 2016, obteniendo una medalla de oro en la prueba de equipo. Ganó tres medallas de oro en el Campeonato Mundial de Natación de 2015, y tres medallas de oro en el Campeonato Europeo de Natación, en los años 2014 y 2016.

## Palmarés internacional
| Juegos Olímpicos   | Juegos Olímpicos        | Juegos Olímpicos | Juegos Olímpicos  |
| Año                | Lugar                   | Medalla          | Prueba            |
| ------------------ | ----------------------- | ---------------- | ----------------- |
| 2016               | Río de Janeiro (Brasil) | Medalla de oro   | Equipo            |
| Campeonato Mundial |                         |                  |                   |
| Año                | Lugar                   | Medalla          | Prueba            |
| 2015               | Kazán (Rusia)           | Medalla de oro   | Equipo técnico    |
| 2015               | Kazán (Rusia)           | Medalla de oro   | Equipo libre      |
| 2015               | Kazán (Rusia)           | Medalla de oro   | Combinación libre |
| Campeonato Europeo |                         |                  |                   |
| Año                | Lugar                   | Medalla          | Prueba            |
| 2014               | Berlín (Alemania)       | Medalla de oro   | Equipo            |
| 2016               | Londres (Reino Unido)   | Medalla de oro   | Equipo técnico    |
| 2016               | Londres (Reino Unido)   | Medalla de oro   | Combinación libre |